# 잔 벨레뉴크
잔 벤사노비치 벨레뉴크(우크라이나어: Жан Венса́нович Беленю́к, 1991년 1월 24일~)는 우크라이나의 레슬링 선수, 정치인이다. 2016년 하계 올림픽 그레코로만형 남자 미들급에서 은메달, 2020년 하계 올림픽 그레코로만형 미들급에서 금메달을 획득했으며, 세계 선수권 대회에서 우승 2회, 유럽 선수권 대회에서 우승 2회를 차지했다. 2019년에 열린 총선에서 인민의 종으로 비레대표에 공천받았으며 아프리카계 우크라이나인으로는 최초로 우크라이나 의회 의원으로 당선되었다.